# Abdoel Aziz bin Mohammed bin Saoed
Abdoel Aziz bin Mohammed bin Saoed (Arabisch: عبد العزيز بن محمد بن سعود, ʿAbd al-ʿAzīz b. Muḥammad) was de tweede heerser van het Eerste Saoedische Rijk en de zoon van Mohammed bin Saoed. Hij was de emir van de Saoedi's en tevens de schoonzoon van Mohamed ibn Abdul-Wahhab. Hij regeerde van 1765 tot zijn dood 1803.
Zijn vader Mohammed bin Saoed had met de geestelijke Mohamed ibn Abdul-Wahhab een verbond gesloten om het Arabisch Schiereiland te veroveren. Abdoel Aziz bin Mohammed bin Saoed breidde het rijk verder uit. Hij veroverde onder andere Riyad en de rest van de streek de Nadjd. Hun militaire succes en hun orthodoxe beleving van de islam leverde hen veel steun bij andere stammen op. Ook het feit dat Abdoel Aziz regelmatig bijeenkomsten hield waar leiders van de diverse stammen met hem konden praten, droeg aan die steun bij. 
De aanvallen beperkten zich niet tot het Arabisch Schiereiland, maar gingen ook naar het huidige Irak, dat toen deel uitmaakte van het Osmaanse Rijk. De overwegend sjiitische steden Karbala en Najaf werden door hen aangevallen in 1801 en 1802. De doelwitten waren de Imam Alimoskee in Najaf en de Imam Hoesseinmoskee in Karbala, twee schrijnen gewijd aan de twee belangrijkste grondleggers van het sjiisme. De Wahabieten beschouwen de sjiieten als afvallige moslims. Ook zijn zij tegen de bouw van schrijnen, omdat deze gebouwd zijn om personen of andere zaken te eren, niet alleen God. 
Na zijn dood werd hij opgevolgd door zijn zoon Saoed bin Abdoel Aziz bin Mohammed al Saoed. 